# Ordinariato militare in Perù
L'ordinariato militare in Perù è un ordinariato militare della Chiesa cattolica per il Perù. È retto dal vescovo Juan Carlos Vera Plasencia, M.S.C.

## Territorio
L'ordinariato militare estende la sua giurisdizione su tutti i membri delle forze armate e della polizia del Perù.
Sede dell'ordinario è la città di Lima, dove funge da cattedrale la basilica di Nostra Signora della Mercede.

## Storia
Il vicariato castrense del Perù fu eretto il 15 maggio 1943 con il decreto Ad consulendum della Sacra Congregazione Concistoriale.
Il 21 aprile 1986 il vicariato castrense è stato elevato ad ordinariato militare con la bolla Spirituali militum curae di papa Giovanni Paolo II.

## Cronotassi dei vescovi
Si omettono i periodi di sede vacante non superiori ai 2 anni o non storicamente accertati.
- Juan Gualberto Guevara y de la Cuba † (13 gennaio 1945 - 27 novembre 1954 deceduto)
- Carlos Maria Jurgens Byrne, C.SS.R. † (7 febbraio 1954 - 17 dicembre 1956 nominato arcivescovo di Cusco)
- Felipe Santiago Hermosa y Sarmiento † (17 dicembre 1956 - 12 agosto 1967 ritirato)
- Alcides Mendoza Castro † (12 agosto 1967 - 5 ottobre 1983 nominato arcivescovo di Cusco)
- Eduardo Picher Peña † (14 giugno 1984 - 6 febbraio 1996 ritirato)
- Héctor Miguel Cabrejos Vidarte, O.F.M. (6 febbraio 1996 - 29 luglio 1999 nominato arcivescovo di Trujillo)[1]
- Salvador Piñeiro García-Calderón (21 luglio 2001 - 30 ottobre 2012 dimesso)
- Guillermo Martín Abanto Guzmán (30 ottobre 2012 - 20 luglio 2013 dimesso)
- Juan Carlos Vera Plasencia, M.S.C., dal 16 luglio 2014

## Statistiche
| anno | presbiteri | presbiteri | presbiteri | diaconi | religiosi | religiosi | parrocchie |
| anno | totale     | secolari   | regolari   | diaconi | uomini    | donne     | parrocchie |
| ---- | ---------- | ---------- | ---------- | ------- | --------- | --------- | ---------- |
| 1999 | 66         | 58         | 8          | 3       | 8         | 7         | 23         |
| 2000 | 79         | 73         | 6          | 2       | 6         | 14        | 24         |
| 2001 | 71         | 65         | 6          | 1       | 6         | 14        | 24         |
| 2002 | 83         | 73         | 10         |         | 10        | 10        | 25         |
| 2003 | 84         | 76         | 8          |         | 8         | 6         | 25         |
| 2004 | 85         | 75         | 10         |         | 10        | 6         | 25         |
| 2013 | 77         | 69         | 8          |         | 8         | 6         | 31         |
| 2016 | 46         | 38         | 8          |         | 8         | 6         | 31         |
| 2019 | 81         | 72         | 9          |         | 9         | 4         | 31         |
| 2021 | 82         | 72         | 10         |         | 10        | 6         | 31         |